# Almacht
Almacht of omnipotentie is onbeperkte macht over alles en iedereen.

## Godsdienstig gebruik
De goden in de Griekse mythologie waren niet almachtig.
Almacht werd een kenmerk van monotheïstische religies en in het bijzonder van de Abrahamitische religies. Het kan hierin verschillende paradoxale betekenissen hebben:
- God kan absoluut alles doen. Voor God is er niet alleen geen enkele denkbare beperking, maar ook geen enkele handelingsbeperking. Dat wil zeggen: hij kan ook de wetten van de natuur en de wetten van de logica overtreden (bijvoorbeeld door tegenstrijdige actie).
- God kan alles doen. Dit betekent tussenbeide komen in de wereldgeschiedenis en daarbij de natuurwetten overtreden (d.w.z. God kan wonderen verrichten), maar God kan niet tegenstrijdig handelen.
- God kan alles doen behalve tegenstrijdige acties en hij wordt in zijn actie beperkt door verschillende andere eigenschappen of omstandigheden (bijvoorbeeld al het goede, liefde, vrije wil mogelijk maken, begrijpelijkheid, onveranderlijkheid van het verleden, respect voor de wetten van de natuur, zich houden aan wat hij zelf beloofde of aankondigde (Gods woord)).

Gods almacht leidt tot het probleem van het lijden: als God almachtig is, waarom is er dan lijden?
De 'almachtparadox' wordt bijvoorbeeld als volgt geformuleerd: "Als God almachtig is, kan Hij dan een steen maken die Hij niet kan optillen?". Een variant is: "Als God almachtig is, kan Hij dan een vierkante cirkel maken?" Deze variant is echter logisch onmogelijk.

## Ander gebruik
- Politieke macht: het beschikken over machtige wapen(s) of het bezit van een machtsmonopolie, waarbij er geen andere machten zijn die een bedreiging vormen.
- Individuele superioriteit: het bezit van superkrachten.